# 간화선
간화선(看話禪)의 '간(看)'이란 잘 살펴 본다는 의미이며, '화(話)'란 화두(話頭)를 말한다. 즉, 화두를 살펴 깨달음을 얻는 하나의 방편이다.
이는 송대에 임제종(臨濟宗)의 전통을 이은 대혜종고 선사가 제창한 방법으로 오로지 화두만을 보는것으로 수행 방편을 삼았다. 조동종(曹洞宗)의 묵조선(默照禪)에 반대하는 대혜종고 선사의 활약에 힘입어 간화선은 임제종의 전통적인 수행법이 되었다.
한반도에서는 고려시대에 보조국사 지눌의 <간화결의론>에 의해 전파되었고, 임제종의 전통을 직접 이어받은 태고보우 국사를 통해 현재까지 선수행의 전통으로 보존되어 내려오고 있다.

## 대혜종고
12세기 송나라 대혜종고(大慧宗杲, 1089~1163) 스님이 간화선을 창시했다고는 하지만, 대혜스님 당시에 이미 간화선이라는 게 존재했다.
묵조선을 창시한 굉지정각(宏智正覺: 1091~1157)과 같은 시대에 간화선을 주창했던 대혜(大慧)는 묵조선을 검은 산 밑에 있는 귀신의 굴로 빠져들게 하는 선법이라고 하면서 혹평을 하였다.
굉지정각은 조동종의 제10대 조사로서 당대 말기에 형성되어 300여 년 동안 전승된 조동의 가풍에다 묵조선이라는 새로운 수행법을 가미하였다. 이것은 임제종 양기파의 대혜종고에 의하여 형성된 간화선과 거의 때를 같이 한 것이다.

## 화두와 공안
화두(話頭)는 간화선에서 수행자가 깨달음을 얻기 위한 방편이다, ‘화(話)’는 말이라는 뜻이고, ‘두(頭)’는 머리라는 뜻이다. '말이나 생각의 시작 혹은 발단'이란 뜻도 되고, 혹은 중국 백화문(白話文)에서 '두(頭)'가 의미없는 접미사로 사용된 용례가 있다는 것에 근거한다면, 화두는 단순히 '말'이란 뜻도 된다. (예를 들어 중국 백화에서 석두(石頭)는 '돌머리'가 아니라 '돌멩이'라는 뜻이다. 당송대 이후 선불교 서적들이 백화로 쓰여진 경우가 많기 때문에, 화두의 '두' 역시 단순 접미사일 가능성이 높다.) 주린 때 밥 생각하듯, 목 마를 때 물 생각하듯이 말보다 앞선 큰 의심, 즉 화두를 깨달음을 향한 간절한 일념으로 짓다보면 깨달음을 얻게 된다고 한다.
처음에는 제자가 자신의 의심을 해결하기 위해 스승을 찾아가 가르침을 받는데에서 이루어졌다. 그때의 문제와 고민은 철저하게 개인적이고 주체적인 것이었다.
이렇게 절실했던 선의 대화가 시간이 흐르면서 형식화, 유형화, 공식화되기 시작했고 이 내용을 공안(公案)이라 한다. 스승이 제자에게 문제를 던져 인위적으로 촉발의 기회를 만들어줌으로 오도(悟道)케 하려는 데서 발달된 것이다.
공안(公案)이란 공부안독(公府案牘)의 준말로, 관공서(官公署)의 문서라는 뜻인데, 선종의 큰 스님들이 심지, 즉 마음자리를 밝게 깨달은 기연 또는 큰 스님들이 제자들을 인도하던 사실을 기록하여 후세에 공부하는 규범이 된 것을 말한다. 고칙(古則)은 이러한 고덕선사(古德禪師)의 말귀를 말한다. 화두는 공안이나 고칙(古則)의 내용을 함축하는 하나의 낱말이나 구절로 정하게 된다.

## 다른 수행법과의 관계

### 묵조선과의 관계
12세기 중국에서는 석가모니의 수식관을 중심으로 하는 굉지정각의 묵조선과 대혜종고의 간화선이 대립하였다.
중국과 대한민국에서는 간화선을 수련하는 임제종이 최대종파이나, 일본에서는 묵조선을 수련하는 조동종이 최대종파이다. 일제시대 조동종이 조선 침략에 적극 참여한 문제로, 한국에서는 환영받지 못하고 있다.
묵조선에서는 간화선이 의문해의(依文解義)를 롱(弄)하여 시가(詩歌)와 문장(文章)에 빠지고 고칙공안(古則公案)을 염농(拈弄)하고, 고인의 궤적(軌跡)에만 묵수(默守)하여 오로지 작불견성(作佛見性)만을 목표로 삼았다면서 비판했다. 이에 간화선은 묵조선이 오로지 고목사회(枯木死灰)와 같이 적묵(寂默)으로 고좌(枯坐)하여 하등의 활용도 없고 아무런 지견(知見)도 없다하여 암증선(暗證禪)이라 비판했다.

### 위빠사나와의 관계
2000년대 이후 대한민국에 석가모니가 수련했다고 하는 수식관을 중심으로 하는 위파사나가 많이 도입되어 어느 수행법을 선택해야 하느냐 하는 논쟁이 일어났다.

## 간화선의 근거
쌍경(A4:170, Yuganaddha-sutta)에서, 아난존자는 명상법은 크게 네가지가 있다고 가르친다.
- 사마타 행자(samatha-yānika). 사마타 공부를 먼저 하고, 위빠사나 공부를 한다.
- 위빠사나 행자. 위빠사나 공부를 먼저 하고, 사마타 공부를 한다.
- 정혜쌍수. 사마타와 위빠사나 공부를 함께 한다.
- 비구가 [성스러운] 법이라고 생각하면서 일어난 들뜸에 의해서 마음이 붙들리게 되는 [경우가] 있습니다. 그런 과정에서 일어난 마음을 안으로 확립하고 안정시키고 하나에 고정하여 삼매에 들 때 그는 도를 인식합니다.

간화선은 마지막 네번째 명상법에 해당한다.

## 같이 보기
- 선종
- 공안
- 묵조선

## 참고 문헌
- 이 문서에는 다음커뮤니케이션(현 카카오)에서 GFDL 또는 CC-SA 라이선스로 배포한 글로벌 세계대백과사전의 내용을 기초로 작성된 글이 포함되어 있습니다.